# The Strokes

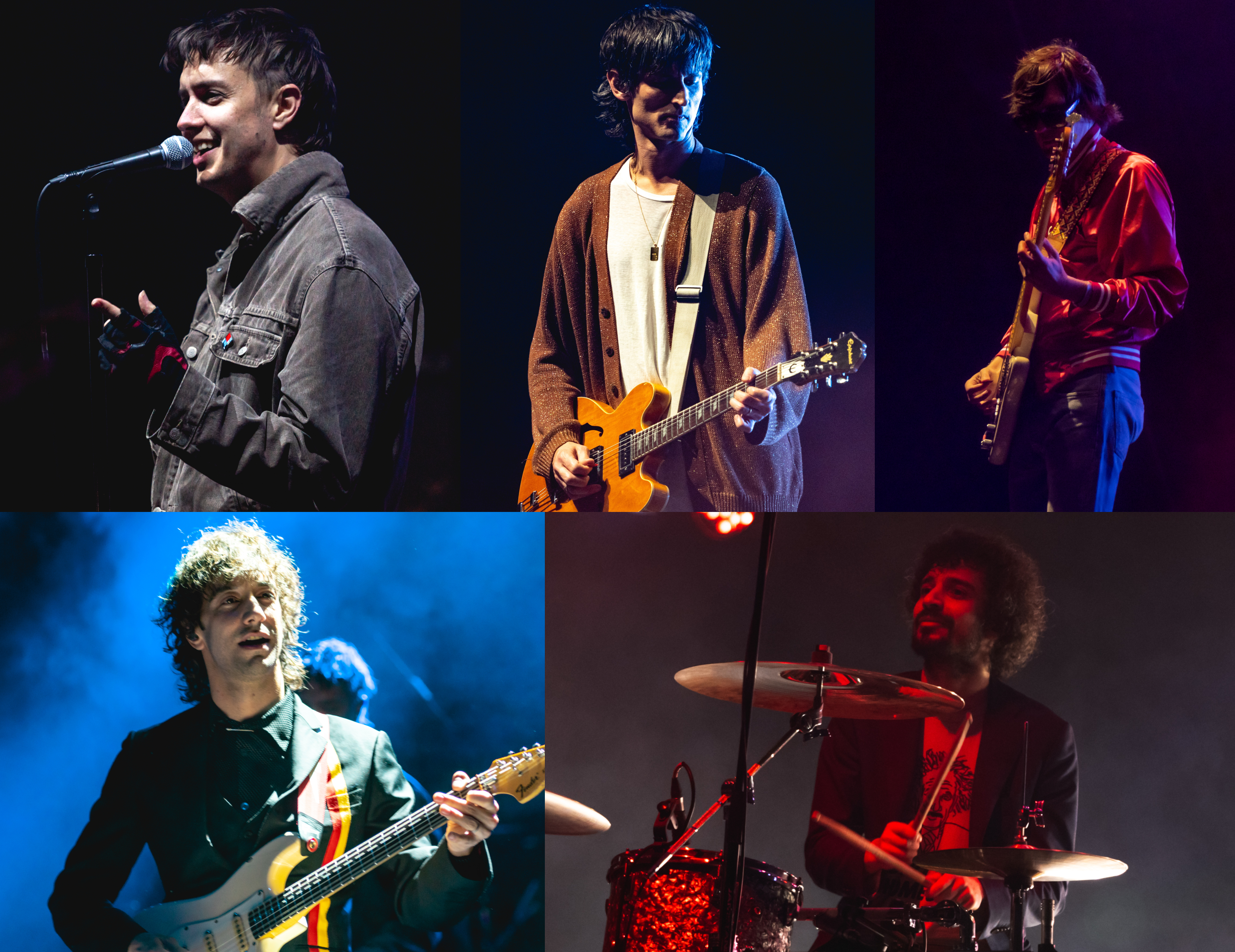
Członkowie zespołu, 2019-2020

The Strokes – pochodzący z Nowego Jorku zespół grający rock alternatywny.

## Historia
Do tej pory grupa wydała sześć płyt: Is This It (2001), Room on Fire (2003), First Impressions of Earth (2006), Angles (2011), Comedown Machine (2013) i The New Abnormal (2020). 3 lipca 2011 roku zespół wystąpił po raz pierwszy w Polsce na festiwalu Heineken Open’er jako jeden z głównych headlinerów.
Ich pierwsze utwory zaczęły powstawać w 1998 roku. Na samym początku zespół, jeszcze niezbyt dopracowany, składał się tylko z Juliana (wokal), Nicka (gitara prowadząca) i Fabrizia (perkusja). Dopiero po dojściu do tej grupki Alberta (gitara rytmiczna) i Nikolaia (bas) rozpoczęły się prawdziwe próby i plany założenia solidnego zespołu. Początkowo nosili nazwę „De Niros”, ale nie spotkało się to ze zbyt dużym entuzjazmem, więc po rozmyślaniu nad czymś innym powstało „The Strokes”.
Młody wówczas zespół odnalazł „łowca talentów” Ryan Gentles podczas ich występu w nowojorskim klubie Mercury Lounge w 2000 roku. Zachwycił się ich utworami demo, następnie polecił ich szefowi wytwórni Rough Trade, który od razu zaangażował zespół do wydania pierwszego EP.
W 2003 zespół wydał drugi album, Room on Fire, w 2006 First Impressions of Earth, po 5-letniej przerwie w  2011 wydano kolejny, czwarty album zespołu, zatytułowany Angles. Premiera płyty odbyła się 21 marca. W 2013 zespół wydał 5 i ostatni album, który musiał wydać z powodu kontraktu z RCA.  Po ponad 7 latach przerwy, 10 kwietnia 2020 roku zespół powrócił z kolejnym długogrającym albumem zatytułowanym The New Abnormal.

## Skład
- Julian Casablancas – śpiew, autor tekstów
- Albert Hammond, Jr. – gitara
- Nick Valensi – gitara
- Fabrizio Moretti – perkusja
- Nikolai Fraiture – gitara basowa

## Dyskografia

### Albumy
- Is This It (2001)
- Room on Fire (2003)
- First Impressions of Earth (2006)
- Angles (2011)
- Comedown Machine (2013)
- The New Abnormal (2020)

### Single
- The Modern Age EP (styczeń 2001)
- Hard To Explain (kwiecień 2002)
- Someday (wrzesień 2002)
- Last Nite (kwiecień 2003)
- 12:51 (październik 2003)
- Reptilia (luty 2004)
- The End Has No End (październik 2004)
- Juicebox (grudzień 2005)
- Heart In A Cage (marzec 2006)
- You Only Live Once (lipiec 2006)
- Under Cover Of Darkness (luty 2011)
- Taken For A Fool (lipiec 2011)